# Iturralde-Krater

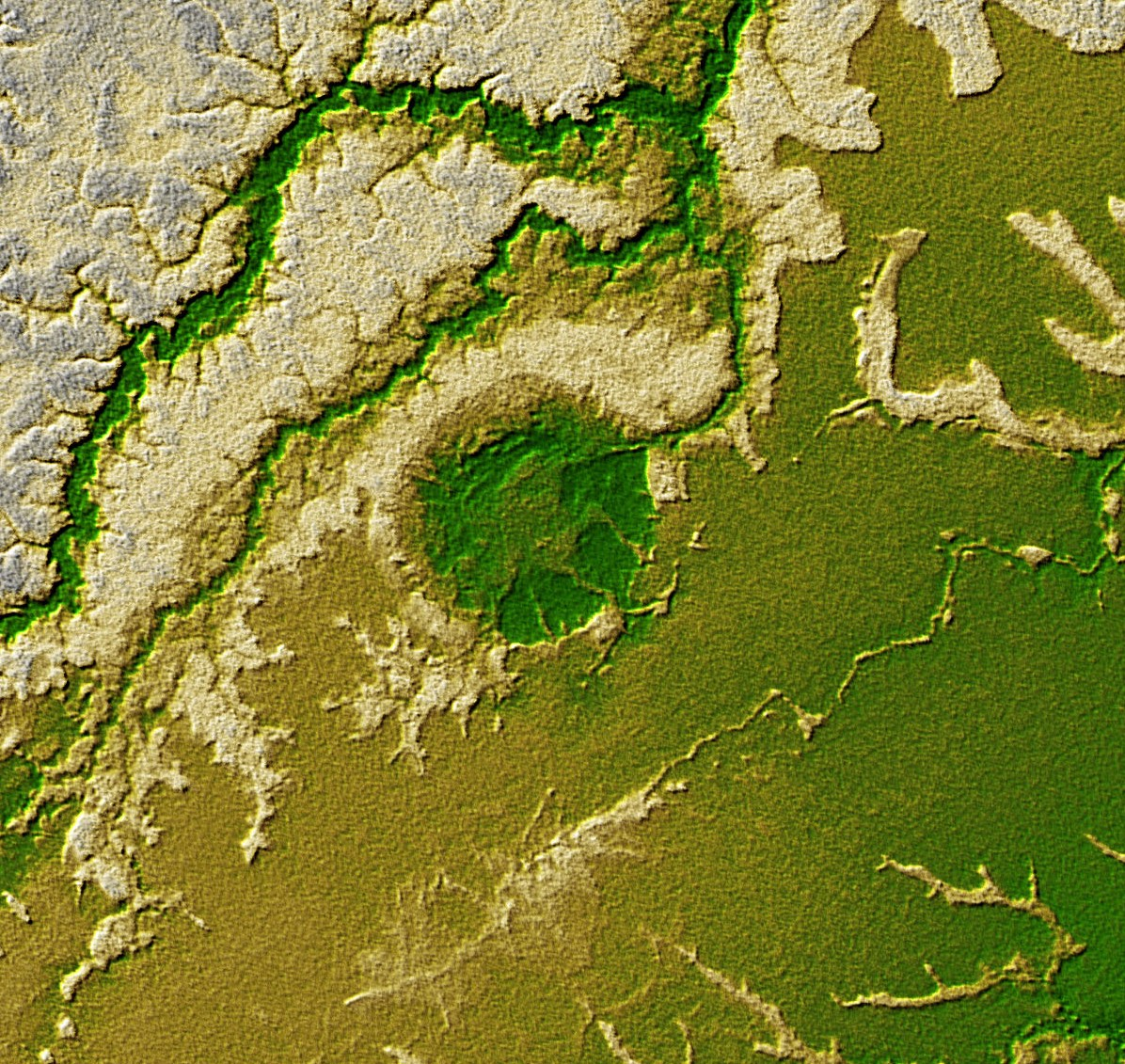
Iturralde-Krater im Satelliten-Foto der Shuttle Radar Topography Mission

Iturralde-Krater (auch Araona-Krater) ist eine kreisförmige Oberflächenstruktur im bolivianischen Teil des Amazonasbeckens. Das in einem abgelegenen Teil der Provinz Abel Iturralde gelegene Gebilde mit einem Durchmesser von etwa acht Kilometern wurde zum ersten Mal im Jahr 1985 in Landsat-Satellitenaufnahmen entdeckt. Die kreisrunde Oberflächenform wird von einigen Wissenschaftlern als möglicher Meteoriten-Einschlagkrater gedeutet. Da sich die Region des Iturralde Kraters in den Schwemmlandebenen zwischen den Flüssen Río Manupare und Río Madidi befindet, muss die regelmäßig kreisrunde Form geologisch relativ jung sein, Schätzungen gehen von einem Alter zwischen 11.000 und 30.000 Jahren aus.
Anders als andere geologisch junge Krater ist der Iturralde-Krater mit nur wenigen Metern Höhenunterschied zwischen Rand und Zentrum sehr flach, so dass der Krater – wenn es sich um einen Einschlagkrater handelt – möglicherweise in die weichen Sedimente eingesunken ist und sich so bei dem Einschlag kein Rand von nennenswerter Höhe gebildet hat.
Da der Iturralde-Krater nur mit Schwierigkeiten zu erreichen ist, ist er bisher erst zweimal von wissenschaftlichen Teams besucht worden, zuletzt von einem NASA-Team des Goddard Space Flight Center im September 2002. Beide Expeditionen haben keine schlüssigen Beweise für die Entstehung des Iturralde-Kraters finden können.